# Angelo Girardi
Angelo Girardi (Pressana, 17 ottobre 1949) è un musicista, bassista e chitarrista italiano.

## Biografia
È ancora piccolo quando si trasferisce con la famiglia a Torino.
Frequenta la seconda superiore all'ITIS "A. Avogadro" di Torino quando un compagno, tornato da una vacanza a Londra, porta un 45 giri di un complesso musicale (The Beatles) ancora sconosciuto in Italia ma che in Inghilterra era gettonatissimo nei juke-box.
Inizia a suonare la chitarra da autodidatta e forma con alcuni compagni di scuola il suo primo gruppo "Le Pesche col Verme".
Sempre seguendo un percorso autodidatta, passa al basso elettrico e presto aiuta e accompagna lo zio Franco Fazion (voce) durante le serate organizzate in sale da ballo e palchetto di Torino e Piemonte.
Con due ragazzi dello stesso quartiere, Marco Astarita (batteria) e Marcello Capra (chitarra) forma i Flash, che accompagnano il noto cantante torinese Mariolino Barberis.
Si stacca poi dal gruppo per dedicarsi a serate in proprio con un repertorio di cover di Jimi Hendrix, Cream, Led Zeppelin, Free; con Marcello Capra si iscrive al corso di contrabbasso del Conservatorio "Giuseppe Verdi" di Torino.
Nel 1970 è protagonista della nascita del gruppo "Procession" con cui incide, presso il "Forum Studio" di Roma, il disco Frontiera (etichetta Help!, con distribuzione della RCA Italiana) presentato al famoso Piper Club di Roma.
Nel 1973 lascia i Procession e per un periodo smette di frequentare i palchi rock; parallelamente alla passione per il basso elettrico e la continua partecipazione in piccoli gruppi torinesi, impara, sempre autonomamente, a suonare il corno e il flicorno contralto, facendo parte, già dai primi tempi dopo la formazione, della Banda della Polizia Municipale di Torino.
L'attività bandistica lo impegna per oltre dieci anni, durante i quali ha modo di conoscere Michele Spaccamonti (sax e voce) e Renato Trevisan (batteria): dall'amicizia con i due strumentisti e dalla collaborazione con Marco Pescaglini (tastiere e voce) e Marco Nicosia (chitarre) prende forma un nuovo gruppo fusion-rock-progressive, i TSO (Trattamento Sanitario Obbligatorio).
Angelo Girardi e i TSO si esibiscono nei locali della Torino "by night", e le serate passate in sala portano all'incisione del CD "Something Of Magic", registrato presso la Rainbow Music di Torino.
I TSO continuano per parecchi anni la loro attività compositiva in sala prove, ma col tempo diventano sempre più sporadici i ritrovi e le apparizioni in pubblico; questo porta allo scioglimento del gruppo.
Angelo Girardi, entra quindi a far parte degli U.K.O., presenti già da alcuni anni nella realtà musicale torinese del rock-progressivo; presto arrivano le serate nei locali e l'attività compositiva del gruppo sfocia nel CD "The U.K.O. 2006" registrato presso la Rainbow Music di Torino.
Parallelamente all'attività di bassista, nel 2004, in Angelo Girardi cresce la passione per la musica occitana, folk, e irlandese: si impegna quindi a studiare nuovi strumenti, come il bouzouki, il mandolino americano e poi l'organetto diatonico.
Con quest'ultimo strumento c'è subito grande affinità: inizia da autodidatta, poi frequenta un corso tenuto da Dino Tron (organettista dei Lou Dalfin).
La forte spinta per trovare o formare un gruppo si realizza nel 2007 quando viene chiamato a far parte dei Controcanto, gruppo folk di Torino, già affermato nel panorama Italiano: entra come bassista nella formazione portando con sé un'idea di modernizzazione del sound che viene realizzata fondendo i suoni tipicamente popolari di fisarmonica, organetto diatonico, chitarra, flauto e percussioni, con quelli più moderni di basso elettrico e violino elettrificato.
Angelo Girardi prosegue tuttora la sua attività musicale con il gruppo Controcanto.

## Discografia

### Album
- 1972 - Frontiera (Help!; con i Procession)
- 1972 - Something Of Magic (Rainbow music; con i TSO (Trattamento Sanitario Obbligatorio))
- 2006 - The U.K.O. 2006 (Rainbow music; con gli U.K.O.)